# آرگون ۱۸
آرگون ۱۸ (انگلیسی: Argon 18) یک شرکت دوچرخه‌سازی در کشور کانادا است.
این شرکت در سال ۱۹۸۹ تأسیس شده و در شهر مونترآل قرار دارد، تیم‌های مطرحی همچون تیم آستانه از دوچرخه‌های شرکت آرگون ۱۸ استفاده میکنند.

## نگارخانه

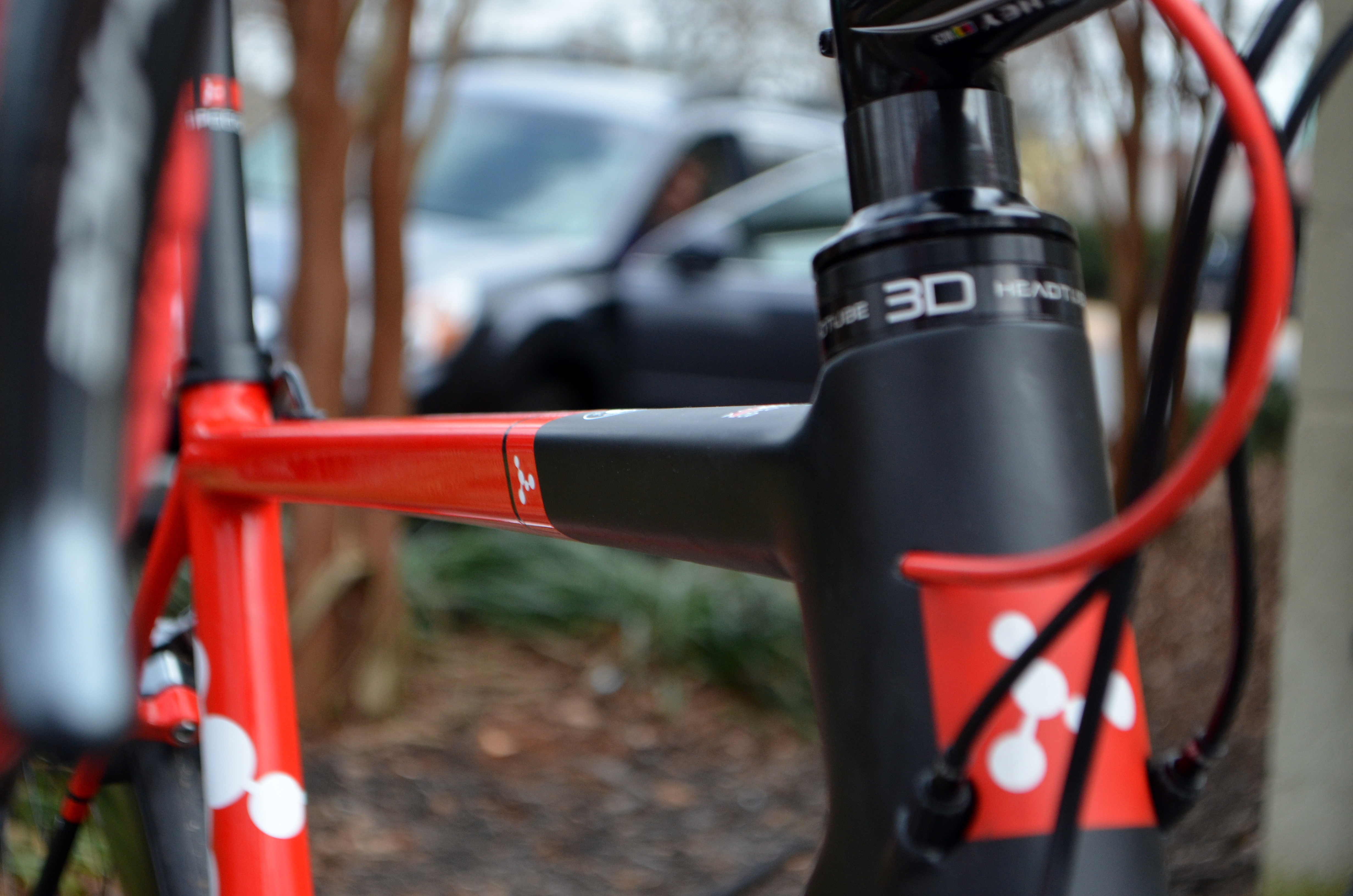
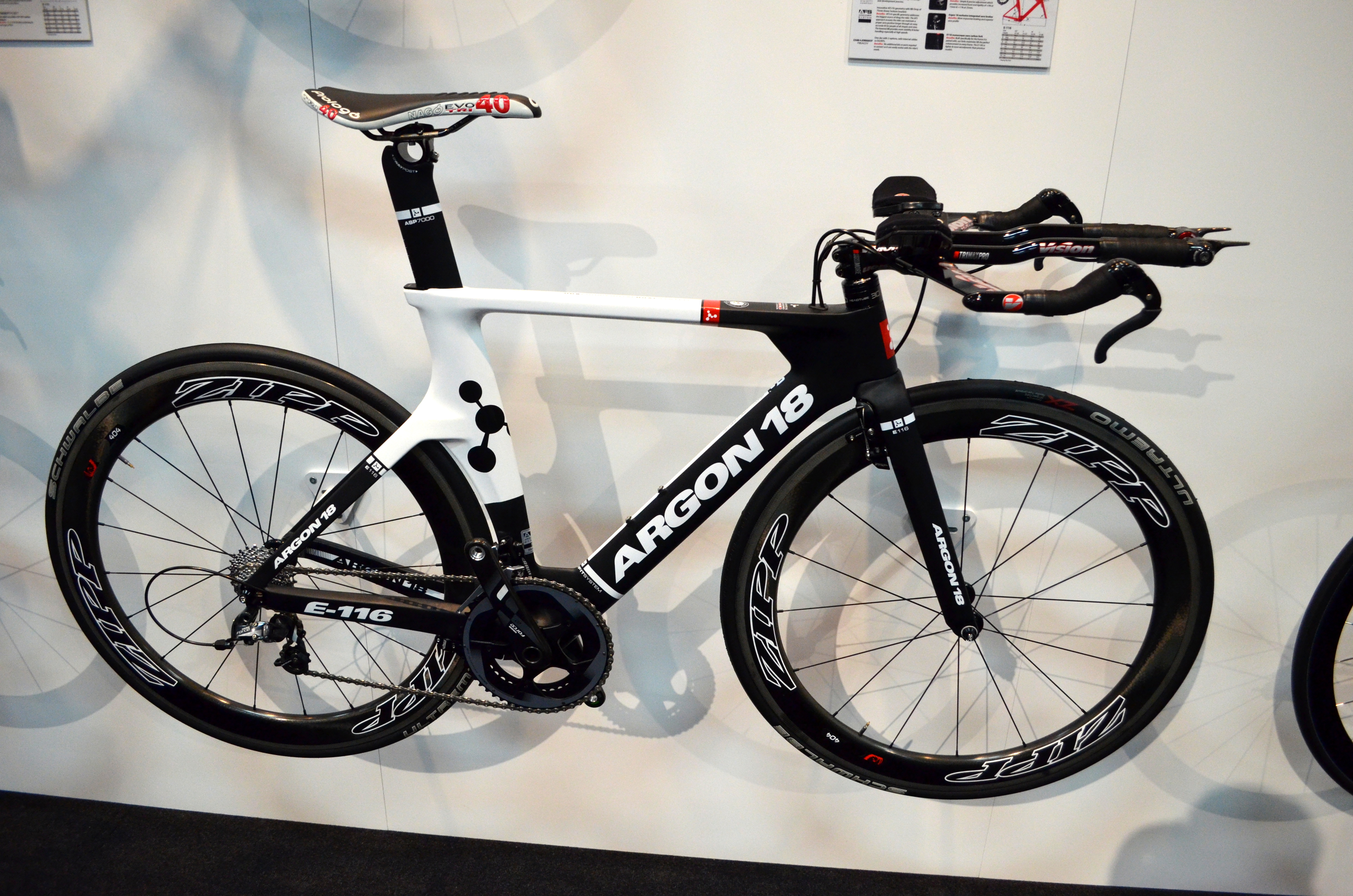